# پورتو دسیادو
پورتو دسیادو (به اسپانیایی: Puerto Deseado) یک منطقهٔ مسکونی در آرژانتین است که در Deseado Department واقع شده‌است. پورتو دسیادو ۱۴٬۱۸۳ نفر جمعیت دارد.